# Triploidita
La triploidita es un mineral de la clase de los minerales fosfatos, y dentro de esta pertenece al llamado “grupo de la wagnerita”. Fue descubierta en 1878 en una mina de Redding, en el estado de Connecticut (EE. UU.), siendo nombrada así por su similitud con la triplita.

## Características químicas
Es un fosfato hidroxilado de manganeso. Además de los elementos de su fórmula, suele llevar como impureza hierro.
Es isoestructural con la sarquinita ((Mn2+)2AsO4(OH)) y la wolfeíta ((Fe2+)2PO4(OH)), con esta segunda forma una serie de solución sólida, en la que la sustitución gradual del manganeso por hierro va dando los distintos minerales de la serie.

## Formación y yacimientos
Es un raro mineral que aparece como producto de la alteración hidrotermal de otros fosfatos primarios, en zonas de un complejo de rocas pegmatitas de tipo granito.
Suele encontrarse asociado a otros minerales como: triplita, litiofilita, trifilita, eosforita, dickinsonita o rodocrosita.